# (7452) Izabelyuria
(7452) Izabelyuria est un astéroïde de la ceinture principale.

## Description
(7452) Izabelyuria est un astéroïde de la ceinture principale. Il fut découvert le 31 août 1978 à Naoutchnyï par Nikolaï Tchernykh. Il présente une orbite caractérisée par un demi-grand axe de 3,11 UA, une excentricité de 0,20 et une inclinaison de 2,7° par rapport à l'écliptique.
Il est nommé d'après Izabella Yurieva (en), chanteuse russe de renom.

## Compléments